# Florfenicolo
Il Florfenicolo (commercializzato dalla Schering-Plough Animal Health col nome commerciale Nuflor) è un analogo fluorurato sintetico del tiamfenicolo.

## Indicazioni
Negli Stati Uniti, il florfenicolo è attualmente utilizzato per il trattamento della sindrome respiratoria bovina (BRD), associata a Mannheimia haemolytica, Pasteurella multocida, ed Haemophilus somnus, per il trattamento di flemmoni interdigitali bovini (necrobacillosi interdigitale acuta e pododermatite infettiva) associate a Fusobacterium necrophorum e Bacteroides melaninogenicus.
L'utilizzo di florfenicolo nei cavalli causa diarrea e verosimilmente anche negli altri equidi. In alcuni casi è stato riportato causare fatalità per colite acuta.  Pertanto, l'uso di questo antimicrobico nel cavallo dovrebbe essere limitato a casi in cui non esistono soluzioni più sicure.
Viene utilizzato anche in acquacoltura, ed è concesso in licenza per l'uso negli Stati Uniti per il controllo della setticemia enterica nel pesce gatto.